# Chauchina
Chauchina ist eine Gemeinde in der Provinz Granada im Südosten Spaniens mit 5.781 Einwohnern (Stand: 2024). Die Gemeinde liegt in der Comarca Vega de Granada. 

## Geografie
Der Flughafen von Granada befindet sich auf dem Gebiet der Gemeinde. Sie wird außerdem vom Fluss Genil durchflossen. Die Gemeinde grenzt an die Gemeinden Chimeneas, Cijuela, Fuente Vaqueros und Santa Fe.

## Geschichte
Bis zum 18. Jahrhundert bestand Chauchina aus den Orten la Chauchina de Arriba und la Chauchina de Abajo. Die Geschichte der Stadt ist eng mit der von Granada verbunden, dessen Vorort sie heute ist.